# 캄보디아의 군주
오늘날 캄보디아 왕국은 입헌군주제 왕국으로서, 노로돔 왕조 출신의 캄보디아 국왕(크메르어: ព្រះមហាក្សត្រកម្ពុជា)이 국가원수의 위치에 있다.

## 목록

### 부남 왕국
- 부남 왕조의 군주

### 첸라 왕국(550년~1863년)
- 발바발마1세왕(550년~600년)
- 자아베디여왕(681년~713년)

### 크메르 왕국(1393년~1860년)

#### 착토묵(Chaktomuk) 시기
폰헤아 얏(Ponhea yat, 1431 - 1463)

나라야나 라마티파티(Noreay Reameathiptei, 1463 - 1469)

레체아 라마티파티(Reachea Reameathiptei, 1469 - 1472)

스리 소리요티 2세(Sri Soriyotei II, 1472 - 1475)

토모 레체아 1세(Thommo Reachea I, 1476 - 1504)

스리 수콘토르(Sri Sukonthor, 1486 - 1512)

### 롱벡(Longvek) 시기
네이 칸(Ney Kan, 1512 - 1516)

앙 찬 1세(Ang Chan I, 1516 - 1566)

보롬 레차 1세(Barom Reachea I, 1566 - 1576)

사타 1세(Satha I, 1576 - 1584)

체이 체타 1세(Chey Chettha I, 1584 - 1594)

#### 스레이 산토(Srei Santhor) 시기
프레아 람 1세(Preah Ram I, 레메 충 프레이, Reamea Chung Prey, 1594 - 1596)

프레아 람 2세(Preah Ram II, 1596 - 1597)

보롬 레차 2세(Barom Reachea II, 1597 - 1599)

보롬 레차 3세(Barom Reachea III, 1599 - 1600)

카에브 후아 1세(Kaev Hua I, 차우 폰하 놈, Chau Ponhea Nhom, 1600 - 1603)

보롬 레차 4세 혹은 7세(Barom Reachea IV or VII, 스레이 소리요페아르, Srei Soriyopear, 1579년 섭정 Ouprach 임명, 1603 - 1618)

#### 우동(Oudong) 시기(캄보디아 암흑기)
체타 2세(Chettha II, 1618 - 1628)

토모 레체아 2세(Thommo Reachea II, 폰헤아 토, Ponhea To, 1628 - 1631)

(섭정) 오우테이 레체아 1세(Outey Reachea I, 1628 - 1642)

앙 통 레체아(Ang Tong Reachea, 폰헤아 누, Ponhea Nu, 1631 - 1640)

보톰 레체아(Batom Reachea, 앙 논 1세, Ang Non I, 1640 - 1642)

레메아티피티 1세(Reameathiptei I, 폰헤아 찬, Ponhea Chan, 1642 - 1658)

보롬 라차 5세(Barom Reachea V, 1658 - 1672)

체타 3세(Chettha III, 1672 - 1673)

프레아 케오 2세(Preah Keo II, 앙 체이, Ang Chee,  1673 - 1674)

앙 논(Ang Non, 1674 - 1675)

체타 4세(Chettha IV, 1675 - 1695)

오우테이 1세(Outey I, 1695 - 1699)

앙 엠(Ang Em, 1699 - 1701)

체타 4세(Chettha IV, 1701 - 1702, 복위)

토모 레아차 2세(Thommo Reachea II, 1702 - 1703)

체타 4세(Chettha IV, 1703 - 1706 재복위)

토모 레아차 3세(Thommo Reachea III, 1706 - 1710)

앙 엠(Ang Em, 1710 - 1722, 복위)

사타 2세(Satha II, 1722 - 1738)

토모 레아라 2세(Thommo Reachea II, 1738 - 1747 복위)

토모 레아차 3세(Thommo Reachea III, 1747)

앙 통(Ang Tong, 1747 - 1749)

체타 5세(Chettha V, 1749 - 1755)

앙 통(Ang Tong, 1755 - 1758)

오우테이 2세(Outey II, 1758 - 1775)

앙 논 2세(Ang Non II, 1775 - 1796)

앙 찬 2세(Ang Chan II, 1806 - 1837)

앙 메이 여왕(Queen Ang Mey, 1837 - 1847)

앙 두옹(Ang Duong, 1841 - 1860)

### 캄보디아 왕국(1953년~1970년)
- 노로돔 수라마리트 (1955년~1960년)
- 시소와스 코사무크 (1960년~1970년)

### 캄보디아(1993년~현재)
- 초대 노로돔 시아누크국왕(1993년~2004년)
- 2대 노로돔 시하모니국왕(2004년~현임)

## 같이 보기
- 캄보디아의 총리
- 캄보디아의 역사